# Tomka Béla
Tomka Béla (Salgótarján, 1962. május 8. –) magyar történész, a Szegedi Tudományegyetem Történeti Intézetének egyetemi tanára. A Jelenkortörténeti Tanszék alapítója és vezetője. Fő kutatási területe a 20. századi társadalom- és gazdaságtörténet, különös tekintettel a nemzetközi összehasonlításokra.

## Tanulmányai és tudományos fokozatai
Egyetemi tanulmányait a Szegedi Tudományegyetem (JATE) történelem szakán végezte, majd ezt követően MTA TMB ösztöndíjasként a Budapesti Corvinus Egyetem (MKKE) Gazdaságtörténeti Tanszékén, az Egyesült Államokban (Minneapolis) és Németországban (Münster) folytatott doktori tanulmányokat. 1995-ben szerezte meg a Dr. univ., 1996-ban a PhD fokozatot. Később könyvként is megjelent doktori disszertációja levéltári anyagok széles körű bevonásával vizsgálta a bank-ipar kapcsolatokat a 19-20. század fordulójának Magyarországán, egyben törekedve a nemzetközi gazdaságtörténet-írásban a témára vonatkozóan nagy szerepet játszó megállapítások – R. Hilferding és A. Gerschenkron téziseinek – korrekciójára. 2004-ben habilitált, 2010-ben nyerte el az MTA doktora címet. Akadémiai doktori értekezésében számos társadalmi-gazdasági terület rendszeres és empirikus elemzésével igyekezett meghatározni Magyarország helyét a 20. századi európai társadalmi és gazdasági konvergenciák/divergenciák rendszerében.

## Munkássága
A 20. századi magyar és európai gazdaság- és társadalomtörténeten belül a család és a népesség változásai, valamint a szociálpolitika alakulása állnak újabb kutatásainak középpontjában. Legutóbbi munkái a gazdasági növekedés és a fogyasztás kelet-közép-európai összehasonlító történeti vizsgálatával foglalkoztak. Szakmai érdeklődési körébe tartozik még az erőszak, a propaganda és az ellenségképek története, az európai integráció folyamata, valamit a globalizáció története a 20-21. században.
1992-től az Aetas című folyóirat társszerkesztője, emellett más tudományos periodikák szerkesztőbizottságának tagja (Esély, Hungarian Historical Review, Demográfia). 2016-2022 között a Hajnal István Kör  – Társadalomtörténeti Egyesület elnöke. 2010-ben az amszterdami székhelyű International Social History Association (ISHA) elnökségébe választották, s a szervezet angol nyelvű Hírlevelének szerkesztője lett. Az ELTE Gazdaság- és társadalomtörténeti PhD programjának külső alapító tagja és az SZTE Jelenkortörténeti és Összehasonlító Történettudományi Doktori Programjának alapítója és vezetője, valamint a 2019-ben megalakult MTA-SZTE-ELTE Globalizációtörténeti Kutatócsoport vezetője.
Európa és Amerika számos kutatóintézetében és egyetemén megfordult kutatóként és meghívott előadóként (Amszterdam, Mannheim, Berlin, Oxford, Edinburgh, Portland [OR], Regensburg, Hradec Králové, Jéna). 17 könyv szerzője és további kötetek szerkesztője, emellett nagyszámú tanulmányt közölt. A Bolyai Plakett (2010) és az Akadémiai Díj birtokosa (2010). A Routledge kiadónál 2013-ban megjelent A Social History of Twentieth-Century Europe c. könyve elnyerte az American Library Association “Outstanding Academic Title 2013” díját. 2021-ben ő érdemelte ki az SZTE Év Bölcsészet- és Társadalomtudományi Publikációja Díjat.

## Főbb művei
Könyvek:
- Globalization in State Socialist East Central Europe: Looking beyond Dominant Narratives. Palgrave Macmillan, London, 2024
- Mítoszok és válaszok: Az európai integráció és a globalizáció a közbeszédben és a tudományban. Kronosz, Pécs, 2023
- Korszakok és korszakhatárok. Jelenkortörténeti tanulmányok. Osiris, Budapest, 2023
- Globalizáció Kelet-Közép-Európában a második világháború után: narratívák és ellennarratívák. Kronosz, Pécs, 2023
- Austerities and Aspirations: A Comparative History of Growth, Consumption and Quality of Life in East Central Europe since 1945. Central European University Press, Budapest and New York, 2020
- Európa társadalomtörténete a 20. században. Második, átdolgozott kiadás. Osiris, Budapest, 2020
- Szociálpolitika. Fejlődés, formák, összehasonlítások. Osiris, Budapest, 2015
- A social history of twentieth-century Europe. Routledge, London–New York, 2013
- Gazdasági növekedés, fogyasztás és életminőség. Magyarország nemzetközi összehasonlításban az első világháborútól napjainkig. Akadémiai Kiadó, Budapest, 2011
- Európa társadalomtörténete a 20. században. Osiris, Budapest, 2009
- A jóléti állam Európában és Magyarországon. Corvina, Budapest, 2008 (Corvina tudástár)
- Bevezetés Európa újabbkori társadalom- és gazdaságtörténetébe. Bölcsész Konzorcium, Budapest–Szeged, 2006
- Képes banktörténet. Magyar pénzintézetek a kezdetektől az államosításig. HVG Könyvek, Budapest, 2006
- Welfare in East and West. Hungarian social security in an international comparison 1918-1990. Akademie Verlag, Berlin, 2004 (Jahrbuch für Wirtschaftsgeschichte Beiheft)
- Szociálpolitika a 20. századi Magyarországon európai perspektívában. Századvég, Budapest, 2003
- Social security in Hungary in a long-run and comparative perspective. Expenditures, social rights, and organization, 1918-1990. Freie Universität Berlin, Berlin, 2002 (Arbeitspapiere des Osteuropa-Instituts der Freien Universität Berlin Arbeitsbereich Politik und Gesellschaft)
- Családfejlődés a 20. századi Magyarországon és Nyugat-Európában: konvergencia vagy divergencia? Osiris, Budapest, 2000
- Európa társadalomtörténete a 20. században. Osiris, Budapest, 2000
- Érdek és érdektelenség. A bank – ipar viszony a századforduló Magyarországán, 1892-1913. Multiplex Media–Debrecen U. P., Debrecen, 1999 (Vállalkozástörténeti tanulmányok)
- A Harmadik Birodalom. A kutatás új útjai. JATEPress, Szeged, 1999
- A magyarországi pénzintézetek rövid története, 1836-1947. Gondolat, Budapest, 1996

Szerkesztett kötetek:
- Az első világháború következményei Magyarországon. Országgyűlés Hivatala, Budapest, 2015 (Tudományos konferenciák az Országházban)
- Történelem és erőszak. Társszerkesztő: Margittai Linda. Hajnal István Kör, Szeged, 2021.